# Japón en los Juegos Paralímpicos de Seúl 1988
Japón estuvo representado en los Juegos Paralímpicos de Seúl 1988 por un total de 143 deportistas, 109 hombres y 34 mujeres.

## Medallistas
El equipo paralímpico japonés obtuvo las siguientes medallas:
| Nombre                                                            | Deporte       | Evento                                    |
| ----------------------------------------------------------------- | ------------- | ----------------------------------------- |
| Oro                                                               |               |                                           |
| Maki Okada                                                        | Atletismo     | 400 m C8 femenino                         |
| Maki Okada                                                        | Atletismo     | 800 m C8 femenino                         |
| Yumi Ito                                                          | Atletismo     | Eslalon 3 femenino                        |
| Rumi Sakauchi                                                     | Atletismo     | Eslalon 4 femenino                        |
| Mineho Ozaki                                                      | Atletismo     | Salto de longitud B1 masculino            |
| Mineho Ozaki                                                      | Atletismo     | Triple salto B1 masculino                 |
| Akihiko Onodera                                                   | Atletismo     | Eslalon 1B masculino                      |
| Kiichiro Hashiba                                                  | Atletismo     | Eslalon 1C masculino                      |
| Seiji Hayashi                                                     | Atletismo     | Eslalon 3 masculino                       |
| Katsuaki Takemura                                                 | Atletismo     | Eslalon 4 masculino                       |
| Naoki Matsui                                                      | Atletismo     | Maza C6 masculino                         |
| Yuichi Yamamoto                                                   | Atletismo     | Peso A4A9 masculino                       |
| Hideaki Mogi                                                      | Natación      | 400 m libre A6 masculino                  |
| Shinichi Ishizue                                                  | Yudo          | –65 kg masculino                          |
| Takio Ushikubo                                                    | Yudo          | –78 kg masculino                          |
| Yasuhiro Uwano                                                    | Yudo          | –86 kg masculino                          |
| Masakazu Saito                                                    | Yudo          | +95 kg masculino                          |
| Plata                                                             |               |                                           |
| Maki Okada                                                        | Atletismo     | 100 m C8 femenino                         |
| Michiyo Watanuki                                                  | Atletismo     | Eslalon 3 femenino                        |
| Takao Ishii                                                       | Atletismo     | Eslalon 3 masculino                       |
| Toshiaki Ogura                                                    | Atletismo     | Peso A6A8A9L6 masculino                   |
| Hiroaki Nakamura                                                  | Atletismo     | Salto de altura B3 masculino              |
| Yukio Mita                                                        | Atletismo     | Triple salto B2 masculino                 |
| Koji Inada                                                        | Tenis de mesa | Individual C5 masculino                   |
| Masaaki Kozakura Shuzo Saiki                                      | Tenis de mesa | Equipo TT6 masculino                      |
| Narumi Fujii                                                      | Tiro con arco | Doble distancia corta 1A-1C masculino     |
| Kiyotaka Tashiro                                                  | Tiro con arco | Ronda FITA C7-C8 masculino                |
| Mokoto Shinkawa                                                   | Yudo          | –60 kg masculino                          |
| Norio Kato                                                        | Yudo          | –71 kg masculino                          |
| Bronce                                                            |               |                                           |
| Schiharu Imaizumi                                                 | Atletismo     | Eslalon 4 femenino                        |
| Itsuko Maeda                                                      | Atletismo     | Maratón 3 femenino                        |
| Yukio Minami                                                      | Atletismo     | 100 m B1 masculino                        |
| Naoki Matsui                                                      | Atletismo     | 100 m C6 masculino                        |
| Kazumi Kanazawa                                                   | Atletismo     | Eslalon 2 masculino                       |
| Takeshi Iwasaki                                                   | Atletismo     | Eslalon 3 masculino                       |
| Yasuhiro Fujikawa                                                 | Atletismo     | Eslalon 4 masculino                       |
| Teruo Nozaki                                                      | Atletismo     | Eslalon 5-6 masculino                     |
| Mineho Ozaki                                                      | Atletismo     | Jabalina B1 masculino                     |
| Toshiaki Ogura                                                    | Atletismo     | Jabalina A6A8A9L6 masculino               |
| Yukio Minani                                                      | Atletismo     | Salto de altura B1 masculino              |
| Masanobi Horiuchi                                                 | Atletismo     | Salto de altura B2 masculino              |
| Yukio Mita                                                        | Atletismo     | Salto de longitud B2 masculino            |
| Shoichi Otsuka                                                    | Atletismo     | Triple salto B3 masculino                 |
| Hisako Touchi                                                     | Natación      | 400 m libre 4 femenino                    |
| Takeshi Ohori                                                     | Natación      | 50 m braza C6 masculino                   |
| Yoshihiro Inoue Michio Okanishi Junji Uchiyama Shigetoshi Yoshida | Tiro con arco | Doble ronda FITA por equipos 2-6 femenino |